# Sheridan (Wyoming)
Pour les articles homonymes, voir Sheridan.
Sheridan est une ville du comté de Sheridan, dans l'État du Wyoming aux États-Unis. Sa population s'élevait à 17 444 habitants en 2010. Elle est le siège du comté de Sheridan.

## Géographie
D'après le Bureau du recensement des États-Unis, la ville a une surface totale de 22 km2 (soit 8,5 mi²).

### Urbanisme

#### Transports
Sheridan est desservie par l'aéroport du comté (Sheridan County Airport, code AITA : SHR, code OACI : KSHR, code FAA : SHR), situé au sud de la ville. La société Bighorn Airways, basée à Sheridan, dispose d'avions et d'hélicoptères. La Great Lakes Airlines, basée à Cheyenne, assure la liaison avec Denver.

### Climat
| Mois                              | jan.  | fév.  | mars | avril | mai   | juin | jui. | août | sep. | oct.  | nov. | déc.  |
| --------------------------------- | ----- | ----- | ---- | ----- | ----- | ---- | ---- | ---- | ---- | ----- | ---- | ----- |
| Température minimale moyenne (°C) | −12,3 | −9,5  | −5,2 | −0,8  | 3,6   | 8,2  | 11,3 | 10,8 | 5    | −0,9  | −7,5 | −12   |
| Température maximale moyenne (°C) | 0,5   | 3,8   | 9    | 14    | 19,1  | 26,3 | 29,5 | 29,3 | 22,8 | 15,4  | 6,3  | 1,3   |
| Record de froid (°C)              | −37   | −35,5 | −30  | −18   | −10,5 | −2,7 | 1,6  | 0    | −14  | −22,7 | −31  | −38,3 |
| Record de chaleur (°C)            | 21,1  | 24,4  | 26,6 | 30,5  | 35    | 40,2 | 41,2 | 41,1 | 39,4 | 33,3  | 27,2 | 22,2  |
| Précipitations (mm)               | 19,5  | 14,4  | 25,4 | 44,9  | 61,2  | 51,3 | 28,1 | 20,3 | 35   | 35,8  | 20,3 | 16    |

## Population et société

### Démographie
D'après un recensement de 2000, 15 804 personnes vivent à Sheridan, dont 7 005 ménages, et 4 062 familles résident dans la ville. 
| 1890 | 1900  | 1910  | 1920  | 1930  | 1940   | 1950   | 1960   | 1970   |
| ---- | ----- | ----- | ----- | ----- | ------ | ------ | ------ | ------ |
| 281  | 1 559 | 8 408 | 9 175 | 8 538 | 10 529 | 11 500 | 11 651 | 10 856 |

| 1980   | 1990   | 2000   | - | - | - | - | - | - |
| ------ | ------ | ------ | - | - | - | - | - | - |
| 15 146 | 13 900 | 15 804 | - | - | - | - | - | - |

Les communautés de la ville de Sheridan étaient :  95,93 % de Blancs, 0,22 % d'Afro-américains, 0,46 % d'Asiatiques, 0,97 % d'Amérindiens, 0,20 % d'insulaires du Pacifique, 1,37 % d'Hispaniques et 0,85 % d'autres communautés. Sur l'ensemble de la population, 24,0 % des habitants étaient Allemands, 12,5 % Anglais, 10,3 % Irlandais, 7,6 % Américains, 5,9 % Norvégiens et 5,3 % Polonais.
Sur les 7 005 ménages, 26,7 % ont un enfant de moins de 18 ans, 45 % sont des couples mariés, 9,7 % n'ont pas de mari présent, et 42 % ne sont pas des familles. 35,8 % de ces ménages sont faits d'une personne dont 14,8 % d'une personne de 65 ans ou plus.
| Tranches d'âge  | Pourcentage de la population |
| --------------- | ---------------------------- |
| moins de 18 ans | 23,1 %                       |
| de 18 à 24 ans  | 9,5 %                        |
| de 25 à 44 ans  | 26,3 %                       |
| de 45 à 64 ans  | 24,2 %                       |
| 65 ans ou plus  | 16,9 %                       |

L'âge moyen de la population est de 39 ans. Il y a 92,7 hommes pour 100 femmes. Pour 100 femmes de 18 ans ou plus, il y a 89,0 hommes.
Le revenu moyen annuel d'un ménage est de 31 420 $, et celui d'une famille de 40 106 $. Les hommes ont un revenu moyen de 30 829 $ contre 19 783 $ pour les femmes. Le revenu par tête moyen est de 18 500 $. Près de 8,6 % des familles et 11,2 % de la population vit en dessous du seuil de pauvreté, dont 16,1 % de ceux en dessous de 18 ans et 6,5 % de ceux de 65 et plus.

### Enseignement
Le système éducatif public de la ville est dépendant du Sheridan County School District n°2. Il y a six écoles élémentaires et deux écoles primaires, et deux lycées. La Wright Place et la Ft. Mackenzie High School sont considérés comme des programmes d'éducation alternative. Le district soutient l'instruction à domicile. Les écoles privées et paroissiales sont dirigées par le Normative Services, Holy Name Parish, et plusieurs organisations à vocation religieuse.
En 2008, la Sheridan High School a été désignée 1 348e des 1 355 meilleures écoles secondaires par le magazine Newsweek.

### Médias
Le journal local  est le Sheridan Press. La Billings Gazette et le Casper Star-Tribune sont deux journaux locaux.
Parmi les stations radios locales se trouvent : KROE, KZWY, KYTI, KWYO, KLQQ.

## Économie

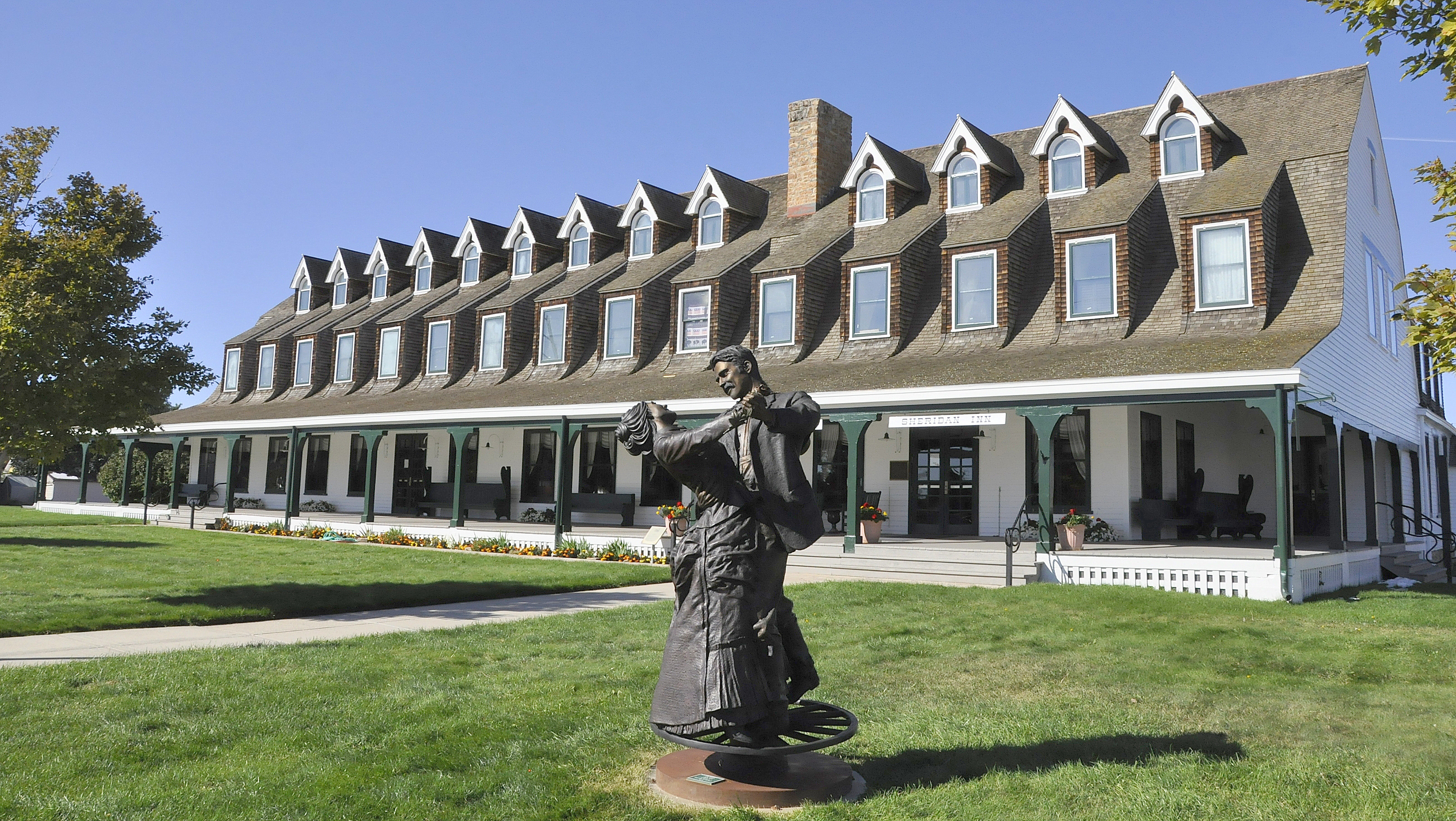
Le Sheridan Inn, hôtel historique de Sheridan.

Comme la plupart des villes de l'ouest, les premières industries de Sheridan comprenaient le bétail, les mines de charbon, l'agriculture, et de plus petites entreprises telles que les moulins à farine, les brasseries, et les raffineries de betterave à sucre. Les résidents d'aujourd'hui trouvent leurs emplois dans les mines de charbon voisines, dans l'éducation, dans les soins de santé, le commerce de détail et les banques.

## Culture et patrimoine

### Sheridan dans la fiction
Sheridan est brièvement mentionné dans le recueil de Douglas Adams Fonds de tiroir. Dans le livre, la ville est le lieu où les scientifiques croient qu'un astéroïde va tomber.
Plusieurs séquences du film Flicka ont été filmées à Sheridan. Dans le film K-PAX : L'Homme qui vient de loin, Sheridan est le premier emplacement sur une carte de sociétés d'abattage de bétail. Plusieurs films ont été filmés dans les environs, tels Wild Horses et Endangered Species.
Sheridanest fréquemment mentionné dans la série dramatique Powder River de Colonial Radio.

### Visiteurs notables
- Élisabeth II, octobre 1984 ;
- Joe DiMaggio, joueur de baseball ;
- Prince, chanteur de musique pop ;
- Bill Cody, dit Buffalo Bill ;
- William Howard Taft, 27e président des États-Unis ;
- Tommy Lee Jones, acteur ;
- Luke Wilson, acteur ;
- Dan Quayle, vice-président sous George Bush père ;
- Dick Cheney, vice-président sous George Bush fils ;
- Calamity Jane.

## Sources
- (en) Cet article est partiellement ou en totalité issu de l’article de Wikipédia en anglais intitulé « Sheridan, Wyoming » (voir la liste des auteurs).

## Compléments

### Lectures approfondies
- (en) Cynde A. Georgen, One cowboy's dream : John B. Kendrick, his family, home, and ranching empire, Virginia Beach, The Donning Company Publishers, 2004, 2e éd. (ISBN 978-1-57864-239-7, OCLC 53485392, LCCN 2003067435)
- (en) Charles W. Popovich, Sheridan, Wyoming, and area historical sites : easy reading, 2004
- (en) Our Wyoming heritage : as seen through the eyes of the young, Sheridan, Sagebrush scholars of Sagebrush Elementary School, 1990 (ISBN 978-0-932707-20-8, OCLC 21561288, LCCN 90000721)
- (en) Sam Morton, Where the Rivers Run North, Sheridan, Sheridan County Historical Society Press, 2007, 1re éd., 580 p. (ISBN 978-0-9790841-0-2, OCLC 123378795, LCCN 2007926370)